# 最多打点 (MLB)
この項目では、メジャーリーグベースボール（MLB）の各年のシーズンにおいて最も多くの打点を記録した選手を列記する。
打点部門のタイトルが制定されたのは1920年のことで、それ以前の各リーグ最多打点は、後年の記録見直しによるものである。

## 20世紀以降歴代打点王
|        | ナショナルリーグ            | ナショナルリーグ                            | ナショナルリーグ | アメリカンリーグ             | アメリカンリーグ                 | アメリカンリーグ |
| 年     | 名前                        | 所属                                        | 打点             | 名前                         | 所属                             | 打点             |
| ------ | --------------------------- | ------------------------------------------- | ---------------- | ---------------------------- | -------------------------------- | ---------------- |
| 1901年 | ホーナス・ワグナー(1)       | ピッツバーグ・パイレーツ                    | 126              | ナップ・ラジョイ(2)          | フィラデルフィア・アスレチックス | 125              |
| 1902年 | ホーナス・ワグナー(2)       | ピッツバーグ・パイレーツ                    | 91               | バック・フリーマン(1)        | ボストン・アメリカンズ           | 121              |
| 1903年 | サム・マーテス              | ニューヨーク・ジャイアンツ                  | 104              | バック・フリーマン(2)        | ボストン・アメリカンズ           | 104              |
| 1904年 | ビル・ダーレン              | ニューヨーク・ジャイアンツ                  | 80               | ナップ・ラジョイ(3)          | クリーブランド・ナップス         | 102              |
| 1905年 | サイ・セイモアー            | シンシナティ・レッズ                        | 121              | ハリー・デービス(1)          | フィラデルフィア・アスレチックス | 83               |
| 1906年 | ジム・ニーロン              | ピッツバーグ・パイレーツ                    | 83               | ハリー・デービス(2)          | フィラデルフィア・アスレチックス | 96               |
| 1906年 | ハリー・ステインフェルト    | シカゴ・カブス                              | 83               | ハリー・デービス(2)          | フィラデルフィア・アスレチックス | 96               |
| 1907年 | シェリー・マギー(1)         | フィラデルフィア・フィリーズ                | 85               | タイ・カッブ(1)              | デトロイト・タイガース           | 119              |
| 1908年 | ホーナス・ワグナー(3)       | ピッツバーグ・パイレーツ                    | 109              | タイ・カッブ(2)              | デトロイト・タイガース           | 108              |
| 1909年 | ホーナス・ワグナー(4)       | ピッツバーグ・パイレーツ                    | 100              | タイ・カッブ(3)              | デトロイト・タイガース           | 107              |
| 1910年 | シェリー・マギー(2)         | フィラデルフィア・フィリーズ                | 123              | サム・クロフォード(1)        | デトロイト・タイガース           | 120              |
| 1911年 | フランク・シュルト          | シカゴ・カブス                              | 107              | タイ・カッブ(4)              | デトロイト・タイガース           | 127              |
| 1911年 | チーフ・ウィルソン          | ピッツバーグ・パイレーツ                    | 107              | タイ・カッブ(4)              | デトロイト・タイガース           | 127              |
| 1912年 | ホーナス・ワグナー(5)       | ピッツバーグ・パイレーツ                    | 102              | フランク・ベイカー(1)        | フィラデルフィア・アスレチックス | 130              |
| 1913年 | ギャビー・クラバス(1)       | フィラデルフィア・フィリーズ                | 128              | フランク・ベイカー(2)        | フィラデルフィア・アスレチックス | 117              |
| 1914年 | シェリー・マギー(3)         | フィラデルフィア・フィリーズ                | 103              | サム・クロフォード(2)        | デトロイト・タイガース           | 104              |
| 1915年 | ギャビー・クラバス(2)       | フィラデルフィア・フィリーズ                | 115              | サム・クロフォード(3)        | デトロイト・タイガース           | 112              |
| 1915年 | ギャビー・クラバス(2)       | フィラデルフィア・フィリーズ                | 115              | ボビー・ビーチ(1)            | デトロイト・タイガース           | 112              |
| 1916年 | ヘイニー・ジマーマン(1)     | シカゴ・カブス                              | 83               | デル・パレット               | セントルイス・ブラウンズ         | 103              |
| 1916年 | ヘイニー・ジマーマン(1)     | ニューヨーク・ジャイアンツ                  | 83               | デル・パレット               | セントルイス・ブラウンズ         | 103              |
| 1917年 | ヘイニー・ジマーマン(2)     | ニューヨーク・ジャイアンツ                  | 102              | ボビー・ビーチ(2)            | デトロイト・タイガース           | 103              |
| 1918年 | シェリー・マギー(4)         | シンシナティ・レッズ                        | 76               | ボビー・ビーチ(3)            | デトロイト・タイガース           | 78               |
| 1919年 | ハイ・メイヤーズ            | ブルックリン・ドジャース                    | 73               | ベーブ・ルース(1)            | ボストン・レッドソックス         | 114              |
| 1920年 | ロジャース・ホーンスビー(1) | セントルイス・カージナルス                  | 94               | ベーブ・ルース(2)            | ニューヨーク・ヤンキース         | 137              |
| 1920年 | ジョージ・ケリー(1)         | ニューヨーク・ジャイアンツ                  | 94               | ベーブ・ルース(2)            | ニューヨーク・ヤンキース         | 137              |
| 1921年 | ロジャース・ホーンスビー(2) | セントルイス・カージナルス                  | 126              | ベーブ・ルース(3)            | ニューヨーク・ヤンキース         | 171              |
| 1922年 | ロジャース・ホーンスビー(3) | セントルイス・カージナルス                  | 152              | ケン・ウィリアムズ           | セントルイス・ブラウンズ         | 155              |
| 1923年 | アイリッシュ・ミューゼル    | ニューヨーク・ジャイアンツ                  | 125              | ベーブ・ルース(4)            | ニューヨーク・ヤンキース         | 131              |
| 1924年 | ジョージ・ケリー(2)         | ニューヨーク・ジャイアンツ                  | 136              | グース・ゴスリン             | ワシントン・セネタース           | 129              |
| 1925年 | ロジャース・ホーンスビー(4) | セントルイス・カージナルス                  | 143              | ボブ・ミューゼル             | ニューヨーク・ヤンキース         | 138              |
| 1926年 | ジム・ボトムリー(1)         | セントルイス・カージナルス                  | 120              | ベーブ・ルース(5)            | ニューヨーク・ヤンキース         | 146              |
| 1927年 | ポール・ウェイナー          | ピッツバーグ・パイレーツ                    | 131              | ルー・ゲーリッグ(1)          | ニューヨーク・ヤンキース         | 175              |
| 1928年 | ジム・ボトムリー(2)         | セントルイス・カージナルス                  | 136              | ベーブ・ルース(6)            | ニューヨーク・ヤンキース         | 142              |
| 1928年 | ジム・ボトムリー(2)         | セントルイス・カージナルス                  | 136              | ルー・ゲーリッグ(2)          | ニューヨーク・ヤンキース         | 142              |
| 1929年 | ハック・ウィルソン(1)       | シカゴ・カブス                              | 159              | アル・シモンズ               | フィラデルフィア・アスレチックス | 157              |
| 1930年 | ハック・ウィルソン(2)       | シカゴ・カブス                              | 191              | ルー・ゲーリッグ(3)          | ニューヨーク・ヤンキース         | 174              |
| 1931年 | チャック・クライン(1)       | フィラデルフィア・フィリーズ                | 121              | ルー・ゲーリッグ(4)          | ニューヨーク・ヤンキース         | 184              |
| 1932年 | ドン・ハースト              | フィラデルフィア・フィリーズ                | 143              | ジミー・フォックス(1)        | フィラデルフィア・アスレチックス | 169              |
| 1933年 | チャック・クライン(2)       | フィラデルフィア・フィリーズ                | 120              | ジミー・フォックス(2)        | フィラデルフィア・アスレチックス | 163              |
| 1934年 | メル・オット                | ニューヨーク・ジャイアンツ                  | 135              | ルー・ゲーリッグ(5)          | ニューヨーク・ヤンキース         | 165              |
| 1935年 | ウォーリー・バーガー        | ボストン・ブレーブス                        | 130              | ハンク・グリーンバーグ(1)    | デトロイト・タイガース           | 170              |
| 1936年 | ジョー・メドウィック(1)     | セントルイス・カージナルス                  | 138              | ハル・トロスキー             | クリーブランド・インディアンス   | 162              |
| 1937年 | ジョー・メドウィック(2)     | セントルイス・カージナルス                  | 154              | ハンク・グリーンバーグ(2)    | デトロイト・タイガース           | 183              |
| 1938年 | ジョー・メドウィック(3)     | セントルイス・カージナルス                  | 122              | ジミー・フォックス(3)        | ボストン・レッドソックス         | 175              |
| 1939年 | フランク・マコーミック      | シンシナティ・レッズ                        | 128              | テッド・ウィリアムズ(1)      | ボストン・レッドソックス         | 145              |
| 1940年 | ジョニー・マイズ(1)         | セントルイス・カージナルス                  | 137              | ハンク・グリーンバーグ(3)    | デトロイト・タイガース           | 150              |
| 1941年 | ドルフ・カミリ              | ブルックリン・ドジャース                    | 120              | ジョー・ディマジオ(1)        | ニューヨーク・ヤンキース         | 125              |
| 1942年 | ジョニー・マイズ(2)         | ニューヨーク・ジャイアンツ                  | 110              | テッド・ウィリアムズ(2)      | ボストン・レッドソックス         | 137              |
| 1943年 | ビル・ニコルソン(1)         | シカゴ・カブス                              | 128              | ルディ・ヨーク               | デトロイト・タイガース           | 118              |
| 1944年 | ビル・ニコルソン(2)         | シカゴ・カブス                              | 122              | バーン・スティーブンス(1)    | セントルイス・ブラウンズ         | 109              |
| 1945年 | ディキシー・ウォーカー      | ブルックリン・ドジャース                    | 124              | ニック・イートン             | ニューヨーク・ヤンキース         | 111              |
| 1946年 | イーノス・スローター        | セントルイス・カージナルス                  | 130              | ハンク・グリーンバーグ(4)    | デトロイト・タイガース           | 127              |
| 1947年 | ジョニー・マイズ(3)         | ニューヨーク・ジャイアンツ                  | 138              | テッド・ウィリアムズ(3)      | ボストン・レッドソックス         | 114              |
| 1948年 | スタン・ミュージアル(1)     | セントルイス・カージナルス                  | 131              | ジョー・ディマジオ(2)        | ニューヨーク・ヤンキース         | 155              |
| 1949年 | ラルフ・カイナー            | ピッツバーグ・パイレーツ                    | 127              | テッド・ウィリアムズ(4)      | ボストン・レッドソックス         | 159              |
| 1949年 | ラルフ・カイナー            | ピッツバーグ・パイレーツ                    | 127              | バーン・スティーブンス(2)    | ボストン・レッドソックス         | 159              |
| 1950年 | デル・エニス                | フィラデルフィア・フィリーズ                | 126              | ウォルト・ドローポ           | ボストン・レッドソックス         | 144              |
| 1950年 | デル・エニス                | フィラデルフィア・フィリーズ                | 126              | バーン・スティーブンス(3)    | ボストン・レッドソックス         | 144              |
| 1951年 | モンテ・アーヴィン          | ニューヨーク・ジャイアンツ                  | 121              | ガス・ザーニアル             | シカゴ・ホワイトソックス         | 129              |
| 1951年 | モンテ・アーヴィン          | ニューヨーク・ジャイアンツ                  | 121              | ガス・ザーニアル             | フィラデルフィア・アスレチックス | 129              |
| 1952年 | ハンク・サウアー            | シカゴ・カブス                              | 121              | アル・ローゼン(1)            | クリーブランド・インディアンス   | 105              |
| 1953年 | ロイ・キャンパネラ          | ブルックリン・ドジャース                    | 142              | アル・ローゼン(2)            | クリーブランド・インディアンス   | 145              |
| 1954年 | テッド・クルズースキー      | シンシナティ・レッズ                        | 141              | ラリー・ドビー               | クリーブランド・インディアンス   | 126              |
| 1955年 | デューク・スナイダー        | ブルックリン・ドジャース                    | 136              | レイ・ブーン                 | デトロイト・タイガース           | 116              |
| 1955年 | デューク・スナイダー        | ブルックリン・ドジャース                    | 136              | ジャッキー・ジェンセン(1)    | ボストン・レッドソックス         | 116              |
| 1956年 | スタン・ミュージアル(2)     | セントルイス・カージナルス                  | 109              | ミッキー・マントル(1)        | ニューヨーク・ヤンキース         | 130              |
| 1957年 | ハンク・アーロン(1)         | ミルウォーキー・ブレーブス                  | 132              | ロイ・シーバース             | ワシントン・セネタース           | 114              |
| 1958年 | アーニー・バンクス(1)       | シカゴ・カブス                              | 129              | ジャッキー・ジェンセン(2)    | ボストン・レッドソックス         | 122              |
| 1959年 | アーニー・バンクス(2)       | シカゴ・カブス                              | 143              | ジャッキー・ジェンセン(3)    | ボストン・レッドソックス         | 112              |
| 1960年 | ハンク・アーロン(2)         | ミルウォーキー・ブレーブス                  | 126              | ロジャー・マリス(1)          | ニューヨーク・ヤンキース         | 112              |
| 1961年 | オーランド・セペダ(1)       | サンフランシスコ・ジャイアンツ              | 142              | ロジャー・マリス(2)          | ニューヨーク・ヤンキース         | 142              |
| 1962年 | トミー・デービス            | ロサンゼルス・ドジャース                    | 153              | ハーモン・キルブルー(1)      | ミネソタ・ツインズ               | 126              |
| 1963年 | ハンク・アーロン(3)         | ミルウォーキー・ブレーブス                  | 130              | ディック・スチュアート       | ボストン・レッドソックス         | 118              |
| 1964年 | ケン・ボイヤー              | セントルイス・カージナルス                  | 119              | ブルックス・ロビンソン       | ボルチモア・オリオールズ         | 118              |
| 1965年 | デロン・ジョンソン          | シンシナティ・レッズ                        | 130              | ロッキー・コラビト           | クリーブランド・インディアンス   | 108              |
| 1966年 | ハンク・アーロン(4)         | アトランタ・ブレーブス                      | 127              | フランク・ロビンソン         | ボルチモア・オリオールズ         | 122              |
| 1967年 | オーランド・セペダ(2)       | セントルイス・カージナルス                  | 111              | カール・ヤストレムスキー     | ボストン・レッドソックス         | 121              |
| 1968年 | ウィリー・マッコビー(1)     | サンフランシスコ・ジャイアンツ              | 105              | ケン・ハレルソン             | ボストン・レッドソックス         | 109              |
| 1969年 | ウィリー・マッコビー(2)     | サンフランシスコ・ジャイアンツ              | 126              | ハーモン・キルブルー(2)      | ミネソタ・ツインズ               | 140              |
| 1970年 | ジョニー・ベンチ(1)         | シンシナティ・レッズ                        | 148              | フランク・ハワード           | ワシントン・セネタース           | 126              |
| 1971年 | ジョー・トーリ              | セントルイス・カージナルス                  | 137              | ハーモン・キルブルー(3)      | ミネソタ・ツインズ               | 119              |
| 1972年 | ジョニー・ベンチ(2)         | シンシナティ・レッズ                        | 125              | ディック・アレン             | シカゴ・ホワイトソックス         | 113              |
| 1973年 | ウィリー・スタージェル      | ピッツバーグ・パイレーツ                    | 119              | レジー・ジャクソン           | オークランド・アスレチックス     | 117              |
| 1974年 | ジョニー・ベンチ(3)         | シンシナティ・レッズ                        | 129              | ジェフ・バロウズ             | テキサス・レンジャーズ           | 118              |
| 1975年 | グレッグ・ルジンスキー      | フィラデルフィア・フィリーズ                | 120              | ジョージ・スコット           | ミルウォーキー・ブルワーズ       | 109              |
| 1976年 | ジョージ・フォスター(1)     | シンシナティ・レッズ                        | 121              | リー・メイ                   | ボルチモア・オリオールズ         | 109              |
| 1977年 | ジョージ・フォスター(2)     | シンシナティ・レッズ                        | 149              | ラリー・ハイズル             | ミネソタ・ツインズ               | 119              |
| 1978年 | ジョージ・フォスター(3)     | シンシナティ・レッズ                        | 120              | ジム・ライス(1)              | ボストン・レッドソックス         | 139              |
| 1979年 | デーブ・ウィンフィールド    | サンディエゴ・パドレス                      | 118              | ドン・ベイラー               | カリフォルニア・エンゼルス       | 139              |
| 1980年 | マイク・シュミット(1)       | フィラデルフィア・フィリーズ                | 121              | セシル・クーパー(1)          | ミルウォーキー・ブルワーズ       | 122              |
| 1981年 | マイク・シュミット(2)       | フィラデルフィア・フィリーズ                | 91               | エディ・マレー               | ボルチモア・オリオールズ         | 78               |
| 1982年 | デール・マーフィー(1)       | アトランタ・ブレーブス                      | 109              | ハル・マクレー               | カンザスシティ・ロイヤルズ       | 133              |
| 1982年 | アル・オリバー              | モントリオール・エクスポズ                  | 109              | ハル・マクレー               | カンザスシティ・ロイヤルズ       | 133              |
| 1983年 | デール・マーフィー(2)       | アトランタ・ブレーブス                      | 121              | ジム・ライス(2)              | ボストン・レッドソックス         | 126              |
| 1983年 | デール・マーフィー(2)       | アトランタ・ブレーブス                      | 121              | セシル・クーパー(2)          | ミルウォーキー・ブルワーズ       | 126              |
| 1984年 | ゲイリー・カーター          | モントリオール・エクスポズ                  | 106              | トニー・アーマス             | ボストン・レッドソックス         | 123              |
| 1984年 | マイク・シュミット(3)       | フィラデルフィア・フィリーズ                | 106              | トニー・アーマス             | ボストン・レッドソックス         | 123              |
| 1985年 | デーブ・パーカー            | シンシナティ・レッズ                        | 125              | ドン・マッティングリー       | ニューヨーク・ヤンキース         | 145              |
| 1986年 | マイク・シュミット(4)       | フィラデルフィア・フィリーズ                | 119              | ジョー・カーター             | クリーブランド・インディアンス   | 121              |
| 1987年 | アンドレ・ドーソン          | シカゴ・カブス                              | 137              | ジョージ・ベル               | トロント・ブルージェイズ         | 134              |
| 1988年 | ウィル・クラーク            | サンフランシスコ・ジャイアンツ              | 109              | ホセ・カンセコ               | オークランド・アスレチックス     | 124              |
| 1989年 | ケビン・ミッチェル          | サンフランシスコ・ジャイアンツ              | 125              | ルーベン・シエラ             | テキサス・レンジャーズ           | 119              |
| 1990年 | マット・ウィリアムズ        | サンフランシスコ・ジャイアンツ              | 122              | セシル・フィルダー(1)        | デトロイト・タイガース           | 132              |
| 1991年 | ハワード・ジョンソン        | ニューヨーク・メッツ                        | 117              | セシル・フィルダー(2)        | デトロイト・タイガース           | 133              |
| 1992年 | ダレン・ドールトン          | フィラデルフィア・フィリーズ                | 109              | セシル・フィルダー(3)        | デトロイト・タイガース           | 124              |
| 1993年 | バリー・ボンズ              | サンフランシスコ・ジャイアンツ              | 123              | アルバート・ベル(1)          | クリーブランド・インディアンス   | 129              |
| 1994年 | ジェフ・バグウェル          | ヒューストン・アストロズ                    | 116              | カービー・パケット           | ミネソタ・ツインズ               | 112              |
| 1995年 | ダンテ・ビシェット          | コロラド・ロッキーズ                        | 128              | アルバート・ベル(2)          | クリーブランド・インディアンス   | 126              |
| 1995年 | ダンテ・ビシェット          | コロラド・ロッキーズ                        | 128              | モー・ボーン                 | ボストン・レッドソックス         | 126              |
| 1996年 | アンドレス・ガララーガ(1)   | コロラド・ロッキーズ                        | 150              | アルバート・ベル(3)          | クリーブランド・インディアンス   | 148              |
| 1997年 | アンドレス・ガララーガ(2)   | コロラド・ロッキーズ                        | 140              | ケン・グリフィー・ジュニア   | シアトル・マリナーズ             | 147              |
| 1998年 | サミー・ソーサ(1)           | シカゴ・カブス                              | 158              | フアン・ゴンザレス           | テキサス・レンジャーズ           | 157              |
| 1999年 | マーク・マグワイア          | セントルイス・カージナルス                  | 147              | マニー・ラミレス             | クリーブランド・インディアンス   | 165              |
| 2000年 | トッド・ヘルトン            | コロラド・ロッキーズ                        | 147              | エドガー・マルティネス       | シアトル・マリナーズ             | 145              |
| 2001年 | サミー・ソーサ(2)           | シカゴ・カブス                              | 160              | ブレット・ブーン             | シアトル・マリナーズ             | 141              |
| 2002年 | ランス・バークマン          | ヒューストン・アストロズ                    | 128              | アレックス・ロドリゲス(1)    | テキサス・レンジャーズ           | 142              |
| 2003年 | プレストン・ウィルソン      | コロラド・ロッキーズ                        | 141              | カルロス・デルガド           | トロント・ブルージェイズ         | 145              |
| 2004年 | ビニー・カスティーヤ        | コロラド・ロッキーズ                        | 131              | ミゲル・テハダ               | ボルチモア・オリオールズ         | 150              |
| 2005年 | アンドリュー・ジョーンズ    | アトランタ・ブレーブス                      | 128              | デビッド・オルティーズ(1)    | ボストン・レッドソックス         | 148              |
| 2006年 | ライアン・ハワード(1)       | フィラデルフィア・フィリーズ                | 149              | デビッド・オルティーズ(2)    | ボストン・レッドソックス         | 137              |
| 2007年 | マット・ホリデイ            | コロラド・ロッキーズ                        | 137              | アレックス・ロドリゲス(2)    | ニューヨーク・ヤンキース         | 156              |
| 2008年 | ライアン・ハワード(2)       | フィラデルフィア・フィリーズ                | 146              | ジョシュ・ハミルトン         | テキサス・レンジャーズ           | 130              |
| 2009年 | ライアン・ハワード(3)       | フィラデルフィア・フィリーズ                | 141              | マーク・テシェイラ           | ニューヨーク・ヤンキース         | 122              |
| 2009年 | プリンス・フィルダー        | ミルウォーキー・ブルワーズ                  | 141              | マーク・テシェイラ           | ニューヨーク・ヤンキース         | 122              |
| 2010年 | アルバート・プホルス        | セントルイス・カージナルス                  | 118              | ミゲル・カブレラ(1)          | デトロイト・タイガース           | 126              |
| 2011年 | マット・ケンプ              | ロサンゼルス・ドジャース                    | 126              | カーティス・グランダーソン   | ニューヨーク・ヤンキース         | 119              |
| 2012年 | チェイス・ヘッドリー        | サンディエゴ・パドレス                      | 115              | ミゲル・カブレラ(2)          | デトロイト・タイガース           | 139              |
| 2013年 | ポール・ゴールドシュミット  | アリゾナ・ダイヤモンドバックス              | 125              | クリス・デービス             | ボルチモア・オリオールズ         | 138              |
| 2014年 | エイドリアン・ゴンザレス    | ロサンゼルス・ドジャース                    | 116              | マイク・トラウト             | ロサンゼルス・エンゼルス         | 111              |
| 2015年 | ノーラン・アレナド(1)       | コロラド・ロッキーズ                        | 130              | ジョシュ・ドナルドソン       | トロント・ブルージェイズ         | 123              |
| 2016年 | ノーラン・アレナド(2)       | コロラド・ロッキーズ                        | 133              | エドウィン・エンカーナシオン | トロント・ブルージェイズ         | 127              |
| 2016年 | ノーラン・アレナド(2)       | コロラド・ロッキーズ                        | 133              | デビッド・オルティーズ(3)    | ボストン・レッドソックス         | 127              |
| 2017年 | ジャンカルロ・スタントン    | マイアミ・マーリンズ                        | 132              | ネルソン・クルーズ           | シアトル・マリナーズ             | 119              |
| 2018年 | ハビアー・バエズ            | シカゴ･カブス                               | 111              | J.D.マルティネス             | ボストン・レッドソックス         | 130              |
| 2019年 | アンソニー・レンドン        | ワシントン・ナショナルズ                    | 126              | ホセ・アブレイユ(1)          | シカゴ・ホワイトソックス         | 123              |
| 2020年 | マーセル・オズナ            | アトランタ・ブレーブス                      | 56               | ホセ・アブレイユ(2)          | シカゴ・ホワイトソックス         | 60               |
| 2021年 | アダム・デュバル            | マイアミ・マーリンズ→アトランタ・ブレーブス | 113              | サルバドール・ペレス         | カンザスシティ・ロイヤルズ       | 121              |
| 2022年 | ピート・アロンソ            | ニューヨーク・メッツ                        | 131              | アーロン・ジャッジ(1)        | ニューヨーク・ヤンキース         | 131              |
| 2023年 | マット・オルソン            | アトランタ・ブレーブス                      | 139              | カイル・タッカー             | ヒューストン・アストロズ         | 112              |
| 2024年 | 大谷翔平                    | ロサンゼルス・ドジャース                    | 130              | アーロン・ジャッジ(2)        | ニューヨーク・ヤンキース         | 144              |

- 2020年は60試合の短縮シーズン
- 太字は各リーグ記録
- 赤太字はMLB最高

## 19世紀のナショナル・リーグ打点王
| 年   | 選手名                  | 打点 | 所属球団                         |
| ---- | ----------------------- | ---- | -------------------------------- |
| 1876 | ディーコン・ホワイト(1) | 60   | シカゴ・ホワイトストッキングス   |
| 1877 | ディーコン・ホワイト(2) | 49   | ボストン・レッドキャップス       |
| 1878 | ポール・ハインズ        | 50   | プロビデンス・グレイズ           |
| 1879 | ジョン・オルーク        | 62   | ボストン・レッドキャップス       |
| 1879 | チャーレイ・ジョーンズ  | 62   | ボストン・レッドキャップス       |
| 1880 | キャップ・アンソン(1)   | 74   | シカゴ・ホワイトストッキングス   |
| 1881 | キャップ・アンソン(2)   | 82   | シカゴ・ホワイトストッキングス   |
| 1882 | キャップ・アンソン(3)   | 83   | シカゴ・ホワイトストッキングス   |
| 1883 | ダン・ブローザース(1)   | 97   | バッファロー・バイソンズ         |
| 1884 | キャップ・アンソン(4)   | 102  | シカゴ・ホワイトストッキングス   |
| 1885 | キャップ・アンソン(5)   | 108  | シカゴ・ホワイトストッキングス   |
| 1886 | キャップ・アンソン(6)   | 147  | シカゴ・ホワイトストッキングス   |
| 1887 | サム・トンプソン(1)     | 166  | デトロイト・ウルバリンズ         |
| 1888 | キャップ・アンソン(7)   | 84   | シカゴ・ホワイトストッキングス   |
| 1889 | ロジャー・コナー        | 130  | ニューヨーク・ジャイアンツ       |
| 1890 | オイスター・バーンズ    | 128  | ブルックリン・ブライドグルームス |
| 1891 | キャップ・アンソン(8)   | 120  | シカゴ・コルツ                   |
| 1892 | ダン・ブローザース(2)   | 124  | ブルックリン・グルームス         |
| 1893 | エド・デラハンティ(1)   | 146  | フィラデルフィア・フィリーズ     |
| 1894 | サム・トンプソン(2)     | 149  | フィラデルフィア・フィリーズ     |
| 1895 | サム・トンプソン(3)     | 165  | フィラデルフィア・フィリーズ     |
| 1896 | エド・デラハンティ(2)   | 126  | フィラデルフィア・フィリーズ     |
| 1897 | ジョージ・デイビス      | 135  | ニューヨーク・ジャイアンツ       |
| 1898 | ナップ・ラジョイ(1)     | 127  | フィラデルフィア・フィリーズ     |
| 1899 | エド・デラハンティ(3)   | 137  | フィラデルフィア・フィリーズ     |
| 1900 | エルマー・フリック      | 110  | フィラデルフィア・フィリーズ     |

## 他のメジャーリーグ打点王
| 年   | 選手名                   | 打点 | 所属球団                           | リーグ                       |
| ---- | ------------------------ | ---- | ---------------------------------- | ---------------------------- |
| 1882 | ヒック・カーペンター     | 67   | シンシナティ・レッドストッキングス | アメリカン・アソシエーション |
| 1883 | チャーレイ・ジョーンズ   | 80   | シンシナティ・レッドストッキングス | アメリカン・アソシエーション |
| 1884 | デーブ・オル             | 112  | ニューヨーク・メトロポリタンズ     | アメリカン・アソシエーション |
| 1885 | フランク・フェンネリー   | 89   | シンシナティ・レッドストッキングス | アメリカン・アソシエーション |
| 1886 | ティップ・オニール       | 107  | セントルイス・ブラウンズ           | アメリカン・アソシエーション |
| 1887 | ティップ・オニール       | 123  | セントルイス・ブラウンズ           | アメリカン・アソシエーション |
| 1888 | ジョン・ライリー         | 103  | シンシナティ・レッドストッキングス | アメリカン・アソシエーション |
| 1889 | ハリー・ストービー       | 119  | フィラデルフィア・アスレチックス   | アメリカン・アソシエーション |
| 1890 | スパッド・ジョンソン     | 113  | コロンバス・ソロンズ               | アメリカン・アソシエーション |
| 1890 | ハーディ・リチャードソン | 146  | ブルックリン・ワンダーズ           | プレイヤーズ・リーグ         |
| 1891 | デューク・ファレル       | 110  | ボストン・レッズ                   | アメリカン・アソシエーション |
| 1891 | ヒュー・ダフィー         | 110  | ボストン・レッズ                   | アメリカン・アソシエーション |
| 1914 | フランク・ラポート       | 107  | インディアナポリス・フーシャーズ   | フェデラル・リーグ           |
| 1915 | ダッチ・ツウィリング     | 94   | ピッツバーグ・レーベルズ           | フェデラル・リーグ           |

## ナショナル・アソシエーション打点王
| 年   | 選手名               | 打点 | 所属球団                       |
| ---- | -------------------- | ---- | ------------------------------ |
| 1871 | リニエ・ウォルターズ | 44   | ニューヨーク・ミューチュアルズ |
| 1872 | リップ・パイク       | 60   | ボルチモア・カナリーズ         |
| 1873 | ディーコン・ホワイト | 77   | ボストン・レッドストッキングス |
| 1874 | カル・マクヴィー     | 71   | ボストン・レッドストッキングス |
| 1875 | カル・マクヴィー     | 87   | ボストン・レッドストッキングス |

## メジャー記録
- 最多記録
  - 1930年 ハック・ウィルソン 191点
    - 1931年 ルー・ゲーリッグ 184点（アメリカンリーグ記録）
    - 1887年 サム・トンプソン 166点（19世紀最多記録）
- 打点王最少記録
  - （19世紀近代野球以前） 1871年 リニエ・ウォルターズ 44点
  - （20世紀近代野球以降） 1919年 ハイ・メイヤーズ 73点
  - （1920年ライブボール時代以降） 1920年 ロジャース・ホーンスビー、ジョージ・ケリー 94点
    - 1952年 アル・ローゼン 105点（短縮シーズンを除いた、ライブボール時代以降のアメリカンリーグ最少記録）

※短縮シーズンの1981年・2020年を除く
- 両リーグ打点王
  - 無し
    - 他に、20世紀以降に複数球団で打点王を獲得した者にナップ・ラジョイ、シェリー・マギー、ベーブ・ルース、ジミー・フォックス、ジョニー・マイズ、バーン・スティーブンス、オーランド・セペダ、アレックス・ロドリゲス等

### 受賞回数上位者
| 選手                     | 回数 | 年度                                           |
| ------------------------ | ---- | ---------------------------------------------- |
| キャップ・アンソン       | 8    | 1880, 1881, 1882, 1884, 1885, 1886, 1888, 1891 |
| ベーブ・ルース           | 6    | 1919, 1920, 1921, 1923, 1926, 1928             |
| ホーナス・ワグナー       | 5    | 1901, 1902, 1908, 1909, 1912                   |
| ルー・ゲーリッグ         | 5    | 1927, 1928, 1930, 1931, 1934                   |
| タイ・カッブ             | 4    | 1907, 1908, 1909, 1911                         |
| シェリー・マギー         | 4    | 1907, 1910, 1914, 1918                         |
| ロジャース・ホーンスビー | 4    | 1920, 1921, 1922, 1925                         |
| ハンク・グリーンバーグ   | 4    | 1935, 1937, 1940, 1946                         |
| テッド・ウィリアムズ     | 4    | 1939, 1942, 1947, 1949                         |
| ハンク・アーロン         | 4    | 1957, 1960, 1963, 1966                         |
| マイク・シュミット       | 4    | 1980, 1981, 1984, 1986                         |